# Cairo Exit
Pour plus de détails, voir Fiche technique et Distribution.
Cairo Exit est un film égyptien réalisé par Hesham Issawi, sorti en 2010.

## Synopsis
Amal, une jeune chrétienne de 18 ans, vit dans un quartier pauvre du Caire. Elle tombe amoureuse de Tarek, un musulman. Mais ces deux jeunes gens ne peuvent se marier, car interdit dans le pays. Et quand Amal découvre qu'elle attend un enfant, elle est confrontée à un choix terrible, subir un avortement illégal en Égypte ou partir clandestinement en Europe. 

## Fiche technique
- Titre : Cairo Exit
- Réalisation : Hesham Issawi
- Scénario : Hesham Issawi, Amal Afify et Alexandra Kinias
- Directeur de la photographie : Patrick Thelander
- Musique : Tamer Karawan
- Montage : Nihad Sami
- Sociétés de production : Film House Egypt, Baby Blue Picture, Dubai International
- Pays :  Égypte
- Langue originale : Arabe
- Genre : Drame
- Durée : 1h34 minutes
- Date de sortie : 2010

## Distribution
- Mohamed Ramadan : Tarek
- Maryhan : Amal
- Ahmed Bidder : Nagib
- Sana Mouziane : Rania
- Safaa Galal : Hanan
- Mohamed Goma : Mahmoud
- Nadia Fahmy : la mère d'Amal
- Kamal Attiah : Menna
- Nabil Hagrassy : le patron du restaurant
- Sanaa Muzian : l'amie d'Amal